# Frankfort (Kansas)
Frankfort és una població dels Estats Units a l'estat de Kansas. Segons el cens del 2000 tenia 855 habitants.

## Demografia
Segons el cens del 2000, Frankfort tenia 855 habitants, 367 habitatges, i 230 famílies. La densitat de població era de 323,6 habitants/km².
Dels 367 habitatges en un 24,8% hi vivien nens de menys de 18 anys, en un 55% hi vivien parelles casades, en un 4,4% dones solteres, i en un 37,1% no eren unitats familiars. En el 34,3% dels habitatges hi vivien persones soles el 24,5% de les quals corresponia a persones de 65 anys o més que vivien soles. El nombre mitjà de persones vivint en cada habitatge era de 2,19 i el nombre mitjà de persones que vivien en cada família era de 2,81.
Per edats la població es repartia de la següent manera: un 20,2% tenia menys de 18 anys, un 8% entre 18 i 24, un 18,7% entre 25 i 44, un 19,5% de 45 a 60 i un 33,6% 65 anys o més.
L'edat mediana era de 46 anys. Per cada 100 dones de 18 o més anys hi havia 85,8 homes.
La renda mediana per habitatge era de 28.269 $ i la renda mediana per família de 34.545 $. Els homes tenien una renda mediana de 25.167 $ mentre que les dones 19.375 $. La renda per capita de la població era de 16.078 $. Entorn del 6,8% de les famílies i el 10,5% de la població estaven per davall del llindar de pobresa.

## Poblacions més properes
El següent diagrama mostra les poblacions més properes.